# Carl Smith (Sänger)
Carl Smith (* 15. März 1927 in Maynardville, Tennessee; † 16. Januar 2010 bei Nashville, Tennessee) war ein US-amerikanischer Countrysänger und gelegentlicher Schauspieler.

## Leben

### Anfänge
Smith stammt aus der gleichen Gegend wie Roy Acuff, einer der großen Country-Stars der 1940er Jahre. Vom ersten selbstverdienten Geld kaufte er sich eine Gitarre. Seine ersten Radioauftritte hatte er bei WROL in Knoxville. Nach einem anderthalbjährigen Dienst in der US-Navy kehrte er zunächst zu WROL zurück. 1948 arbeitete er als Bassist für Skeets Williamson und Molly O’Day. Ein Jahr später wechselte er nach Nashville zur dortigen WSM-Station. Kurz darauf wurde er von der Grand Ole Opry unter Vertrag genommen.

### Karriere
1950 erhielt Smith von Columbia Records einen Schallplattenvertrag. Bereits seine zweite Single Let’s Live a Little schaffte es 1951 auf Platz 2 der Country-Charts. Der Sänger, der trotz seiner eher weichen Stimme Honky Tonk singt, hatte im selben Jahr weitere Erfolge, darunter mit Let Old Mother Nature Have Her Way seinen ersten Nummer-eins-Hit in den Country-Charts. Es war der Beginn einer langen Erfolgssträhne; in den 1950er Jahren hatte er 31 Top-Ten-Platzierungen.
1952 heiratete er die aus der bekannten Carter Family stammende June Carter, mit der er unter anderem das Duett Times A-Wastin’ sang. Aus der nach vier Jahren geschiedenen Ehe ging mit Carlene Carter eine weitere Country-Sängerin hervor; June Carter heiratete später Johnny Cash. 1956 beendete Smith sein Engagement an der Grand Ole Opry und zog nach Kalifornien, um dort einige Filmrollen zu übernehmen. Er schloss sich der Philipp Morris Country Music Show an, die in einer achtzehnmonatigen Tournee die gesamte USA bereiste. 1957 heiratete er die Country-Sängerin Goldie Hill, mit der er drei Kinder hatte. Hill starb im Februar 2005 an Krebs.
In den 1960er Jahren ließen die Verkaufszahlen seiner Platten allmählich nach, obwohl er weiterhin regelmäßig in den Hitparaden vertreten war. In Kanada hatte „Mr. Country“ eine eigene Fernsehshow, die Carl Smith’s Country Music Hall. 1975 wechselte er zu einem kleineren Label. Hier spielte er noch einige eher erfolglose Singles ein, bevor er sich 1977 aus dem Musikgeschäft zurückzog. Carl Smith war in Vergessenheit geraten, nicht zuletzt wegen seines skandalfreien Lebens. Er stand nur noch selten auf der Bühne, wie etwa 1983 bei einem Benefiz-Konzert. 2003 wurde er in die Country Music Hall of Fame aufgenommen.
Smith war auch als Schauspieler aktiv, u. a. 1957 in dem B-Western Sheriff Brown räumt auf oder 1976 in einer Folge der TV-Serie Hawaii Fünf-Null.

## Diskografie

### Singles
| Jahr             | Titel                                                                    | Anmerkungen                                                      |
| ---------------- | ------------------------------------------------------------------------ | ---------------------------------------------------------------- |
| Columbia Records |                                                                          |                                                                  |
| 1950             | Guilty Conscience / Washing My Tears In Dreams                           |                                                                  |
| 1950             | I Overlooked An Orchid / I Betcha My Heart I Love You                    |                                                                  |
| 1951             | This Side Of Heaven / I Won’t Be At Home                                 |                                                                  |
| 1951             | Let’s Live A Little / There’s Nothing As Sweet As My Baby                |                                                                  |
| 1951             | If Teardrops Were Pennies / Mr. Moon                                     |                                                                  |
| 1951             | Let Old Mother Nature Have Her Way / Me and Broken Heart                 |                                                                  |
| 1952             | Don’t Just Stand There / Little Girl In My Home Town                     |                                                                  |
| 1952             | Yre You Teasing Me / It’s A Lovely Lovely World                          |                                                                  |
| 1952             | Don’t Just Stand There / It’s A Lovely Lovely World                      |                                                                  |
| 1952             | Amazing Grace / Softly and Tenderly                                      | mit den Carter Sisters                                           |
| 1952             | Our Honeymoon / Sing Her A Love Song                                     |                                                                  |
| 1952             | Gethsemene / Blood That Staiged The Old Rigged Cross                     | mit den Carter Sisters                                           |
| 1953             | That’s The Kind Of Love I’m Looking For / My Lonely Heart’s Running Wild |                                                                  |
| 1953             | This Orchid Means Goodbye / Just Wait Till I Get You Alone               |                                                                  |
| 1953             | Nail Scarred Hand / We Shall Meet Someday                                |                                                                  |
| 1953             | Trademark / Do I Like It                                                 |                                                                  |
| 1953             | Hey Joe / Darling I Am The One                                           |                                                                  |
| 1953             | Satisfaction Guaranteed / Who’ll Buy My Heartaches                       |                                                                  |
| 1953             | I’ll Be Listening / How About You                                        | mit den Carter Sisters                                           |
| 1954             | Doggone It Baby I’m In Love / What Am I Going To Do                      |                                                                  |
| 1954             | Back Up Buddy / You Tried As Hard To Love Me                             |                                                                  |
| 1954             | Love Oh Crazy Love / Time’s A-Wastin’                                    | mit den Carter Sisters                                           |
| 1954             | Go, Boy, Go / If You Saw Her Through My Eyes                             |                                                                  |
| 1954             | Hey Joe / Trademark                                                      | Wiederveröffentlichung                                           |
| 1954             | More Than Anything Else In The World / Loose Talk                        |                                                                  |
| 1954             | Let Old Mother Nature Have Her Way / Me and My Broken Heart              | Wiederveröffentlichung                                           |
| 1954             | Let’s Live A Little / There’s Nothing As Sweet As My Baby                | Wiederveröffentlichung                                           |
| 1955             | Kisses Don’t Lie / No, I Don’t Believe I Will                            |                                                                  |
| 1955             | Loose Talk / Are You Teasing Me                                          |                                                                  |
| 1955             | Wait A Little Longer, Please Jesus / Works Of The Lord                   |                                                                  |
| 1955             | There She Goes / Old Lonesome Times                                      |                                                                  |
| 1955             | Oh Stop / There’s A Bottle Where She Used To Be                          | mit der Carter Family                                            |
| 1955             | I Just Don’t Care Anymore / Baby I’m Ready                               | mit der Carter Family                                            |
| 1955             | Don’t Tease Me / I Just Dropped To Say Goodbye                           |                                                                  |
| 1955             | You’re Free To Go / I Just Feel Like Cryin’                              |                                                                  |
| 1955             | Outlaw / Snowdeer                                                        | mit der Carter Family                                            |
| 1955             | I’ce Changed / If You Do Dear                                            |                                                                  |
| 1956             | Answers / My Dream Of The Old Rugged Cross                               |                                                                  |
| 1956             | You Are The One / Doorstep To Heaven                                     |                                                                  |
| 1956             | Gethsemane / Blood That Stained The Old Rugged Cross                     | Wiederveröffentlichung                                           |
| 1956             | Nail Scarred Hand / We Shall Meet Someday                                | Wiederveröffentlichung                                           |
| 1956             | Before I Met You / Wicked Lies                                           |                                                                  |
| 1956             | You Are My Sunshine / Nobody’s Darling But Mine (mit Rosemary Clooney)   |                                                                  |
| 1957             | You Can’t Hurt Me Anymore / That’s The Way I Like You Best               |                                                                  |
| 1957             | Try To Take It Like A Man / Mr. Lost                                     |                                                                  |
| 1957             | No Trespassing / Happy Street                                            |                                                                  |
| 1957             | Emotions / Why Why                                                       |                                                                  |
| 1958             | Your Name Is Beautiful / You’re So Easy To Love                          |                                                                  |
| 1958             | Goodnight Mr. Sun / Guess I’ve Been Around So Long                       |                                                                  |
| 1958             | Walking The Slow Walk / Love Was Born                                    |                                                                  |
| 1958             | Best Years Of Your Life / Mr. Moon                                       |                                                                  |
| 1959             | It’s All My Heartaches / I’ll Kiss The Past Goodbye                      |                                                                  |
| 1959             | Ten Thousand Drums / Tall Tall Gentleman                                 |                                                                  |
| 1959             | I’ll Walk With You / Tomorrow Night                                      |                                                                  |
| 1960             | Make The Waterwheel Roll / Past                                          |                                                                  |
| 1960             | Cut Across Shorty / Why Did You Come My Way?                             |                                                                  |
| 1960             | If The World Don’t End Tomorrow I’m Coming After You / Lonely Old Room   |                                                                  |
| 1960             | Little White House / Here We Are Again                                   |                                                                  |
| 1960             | You Make Me Live Again / I Don’t Hurt Now (As Much As I Used To)         |                                                                  |
| 1961             | More Habit Than Desire / Are You True To Me                              |                                                                  |
| 1961             | Kisses Never Lie / Why Can’t You Be Satisfied With Me                    |                                                                  |
| 1961             | Air Mail To Heaven / Things That Mean The Most                           |                                                                  |
| 1962             | Best Dressed Beggar In Town / I Used To Be                               |                                                                  |
| 1962             | Gettin’ Even / I Volunteer                                               |                                                                  |
| 1962             | If I Had You (I’d Live For You Only) / Pain A Pill Can’t Locate          |                                                                  |
| 1963             | Live For Tomorrow / Let’s Talk This Thing Over                           |                                                                  |
| 1963             | In The Back Room Tonight / Take My Love With You, Too                    |                                                                  |
| 1963             | Hey Joe / Loose Talk                                                     |                                                                  |
| 1963             | I Almost Forget Her Today / Triangle                                     |                                                                  |
| 1963             | Sweet Little Country Girl / Pillow That Whispers                         |                                                                  |
| 1964             | Take My Ring Off Of Your Finger / Ballad of Hershel Lawson               |                                                                  |
| 1964             | Lonely Girl / When It’s Over                                             |                                                                  |
| 1965             | All My Friends Are Gonna Be Strangers / She Called Me Baby               |                                                                  |
| 1965             | Be Good To Her / Keep Me Fooled                                          |                                                                  |
| 1965             | Let’s Walk Away Strangers / Ain’t Love A Hurtin’ Thing                   |                                                                  |
| 1966             | Why Can’t You Feel Sorry For Me / Why Do I Keep Doing This For Us        |                                                                  |
| 1966             | Is My Ring On Your Finger / Sweet Tempations                             |                                                                  |
| 1966             | Man With A Plan / Your Mean Ol’ Moon                                     |                                                                  |
| 1966             | It’s Only A Matter Of Time / You Better Be Better To Me                  |                                                                  |
| 1967             | Mighty Day / I Should Get Away A While (From You)                        |                                                                  |
| 1967             | Deep Water / I Really Don’t Want To Know                                 |                                                                  |
| 1967             | Foggy River / When Will The River Follow The Rain                        |                                                                  |
| 1968             | You Ought To Hear Me Cry / I Used Up My Last Chance Last Night           |                                                                  |
| 1968             | There’s No More Love / (Remember Me) I’m The One You Loves You           |                                                                  |
| 1968             | Faded Love And Winter Roses / Until I Looked At You                      |                                                                  |
| 1969             | Good Deal Lucille / Never Gonna Cry No More                              |                                                                  |
| 1969             | Deep Water / Foggy River                                                 | Wiederveröffentlichung                                           |
| 1969             | I Love You Because / Mister Come And Get Your Wife                       | I Love You Because im Original von Leon Payne                    |
| 1969             | It’s Nice To See You Once Again / Heartbreak Avenue                      |                                                                  |
| 1970             | Pull My String and Wind Me Up / It’s Allright                            |                                                                  |
| 1970             | Pick Me Up On Your Way Down / Bonaparte’s Retreat                        | Pick Me Up On Your Way Down im Original von Charley Walker       |
| 1970             | Little Drop Of Cotton Tops / How I Love Them Old Songs                   |                                                                  |
| 1970             | I Love You Because / Good Deal Lucille                                   | Wiederveröffentlichung                                           |
| 1970             | My Mother’s Eyes / Big Murphy                                            |                                                                  |
| 1971             | Don’t Worry 'Bout The Mule / Darling Days                                |                                                                  |
| 1971             | I’m Wound Up Tight / Lost It On The Road                                 |                                                                  |
| 1971             | Red Door / You Walked In My Sleep Last Night                             |                                                                  |
| 1971             | Don’t Say You’re Mine / Country Soul Man                                 |                                                                  |
| 1972             | Mama Bear / Before My Time                                               |                                                                  |
| 1972             | If This Is Goodbye / If You Saw Her (Through My Eyes)                    |                                                                  |
| 1973             | When You’re Gone / What A Difference Your Love Would Make                |                                                                  |
| 1973             | I Need Help / Yesterday Is Gone                                          |                                                                  |
| Hickory Records  |                                                                          |                                                                  |
| 1974             | Dreaming Again / I Ain’t Getting Nowhere                                 |                                                                  |
| 1974             | Way I Lose My Mind / Happy Birthday My Darling                           |                                                                  |
| 1975             | Lost Highway / Everything I Touch Turns Into Sugar                       |                                                                  |
| 1975             | Girl I Love / Me And My Broken Heart                                     |                                                                  |
| 1975             | Roly Poly / Remembered By Someone                                        |                                                                  |
| 1976             | She Is / I Can’t Go On Like This                                         |                                                                  |
| 1976             | If You Don’t Somebody Else Will / It’s Gonna Be One                      | If You Don’t Somebody Else Will im Original von Jimmy and Johnny |
| 1976             | Way With Words / Till I Stop Meeting You                                 |                                                                  |
| 1977             | Show Me A Brick Wall / It’s Teardrop Time                                |                                                                  |
| 1977             | This Kinda Love / There Stands The Glass                                 | There Stands The Glass im Original von Webb Pierce               |
| 1978             | This Lady Loving Me / Loose Talk                                         |                                                                  |
| 1978             | It Takes Four Feet / Remembered By Someone                               |                                                                  |
| 1978             | Silver Tongued Cowboy / I Can’t Get The Last Memory Down                 |                                                                  |
| Gusto Records    |                                                                          |                                                                  |
| 1978             | I Overlooked An Orchild / Hey Joe                                        | Wiederveröffentlichung                                           |
| 1983             | Don’t Just Stand There / If Teardrops Were Pennies                       | Wiederveröffentlichung                                           |

### Alben
- 1957 – Smith’s The Name
- 1957 – Sunday Down South
- 1958 – Let’s Live A Little
- 1960 – The Carl Smith Touch
- 1962 – Easy To Please
- 1963 – Tall, Tall Gentleman
- 1964 – There Stands The Glass
- 1965 – I Want To Live And Love
- 1965 – Kisses Don’t Lie
- 1966 – Man With A Plan
- 1967 – The Country Gentleman
- 1967 – Satisfaction Guaranteed
- 1968 – Deep Water
- 1969 – Faded Love And Winter Roses
- 1969 – Take It Like A Man
- 1969 – Carl Smith Sings A Tribute To Roy Acuff
- 1970 – I Love You Because
- 1972 – If This Is Goodbye
- 1975 – The Way I Lose My Mind
- 1977 – This Lady’s Loving Me

## Filmografie
- 1957: Sheriff Brown räumt auf (The Badge of Marshal Brennan)
- 1961: Buffalo Gun
- 1969: From Nashville with Music
- 1976: Hawaii Fünf-Null (Hawaii Five-O, Fernsehserie, 1 Folge)